# Eadberht van Northumbria

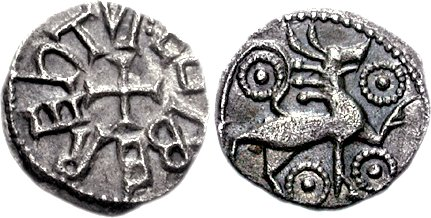
Munt van Eadberht van Northumbria

Eadberht van Northumbria (ca. 715 - 20 augustus 768) was van 737 of 738 tot 758 koning van Northumbria. Hij was de broer van Ecgberht, de zevende bisschop van York. Zijn regering wordt gezien als een terugkeer naar de imperiale ambities van het zevende-eeuwse Northumbria. Relatief gezien was zijn regeringsperiode waarschijnlijk ook een periode van economische voorspoed. Hij werd geconfronteerd met interne oppositie van rivaliserende dynastieën. Tijdens zijn bewind werden ten minste twee daadwerkelijke of potentiële rivalen gedood. In 758 trad hij ten gunste van zijn zoon Oswulf af. De laatste tien jaar van zijn leven was hij monnik in York.

## Afkomst
Eadberht werd na de tweede troonsafstand van zijn neef Ceolwulf heerser over Northumbria. Ceolwulf trad in het klooster in Lindisfarne. In tegenstelling tot Ceolwulfs eerste abdicatie, die duidelijk onder dwang plaatsvond, kan zijn tweede aftreden ten faveure van Eadberht mogelijk vrijwillig zijn geweest.
De genealogie in de Historia Brittonum maakt Eadberht, zoon van Eata een afstammeling van Ida van Bernicia, dit via een zoon van Ida met de naam Ocg. De tak van de familie waartoe Eadberht behoorde wordt de Leodwaldingen genoemd, naar zijn en Ceolwulfs grootvader Leodwald, zoon van Ecgwulf. De genealogie geeft zijn vader Eata de bijnaam Glin Mawr.

## Northumbria
Eadberht lijkt gedurende zijn bewind met tegenstand van rivaliserende geslachten te zijn geconfronteerd. Eardwine, waarschijnlijk de zoon van koning Eadwulf en grootvader van de toekomstige koning Eardwulf, werd in 740 gedood. In 750 werd Offa, de zoon van koning Aldfrith na een belegering van het heiligdom van Lindisfarne gevangengenonen en vervolgens werd gedood. Bisschop Cynewulf van Lindisfarne, die Offa vermoedelijk had gesteund, werd afgezet en werd vastgehouden in York. Het belang van religieuze stichtingen in Northumbrische politieke strijd en als onderdeel van vetes tussen geslachten is duidelijk. Eardwines geslacht wordt met Ripon, het geslacht van Offa en Ceolwulf met Lindisfarne geassocieerd. Hexham lijkt koningen en edelen te hebben gesteund die de Lindisfarne-clan tegenwerkten. Eadberht genoot als broer van de aartsbisschop van York de steun van de belangrijkste Northumbrische prelaat.
Tijdens Eadberht's bewind vond een grote hervorming van het Northumbrische muntstelsel plaats. Op enkele munten worden koning Eadberht en aartsbisschop Ecgberht genoemd. Kirby concludeert dat er "aanwijzingen zijn dat Eadberht zijn koninkrijk tot nieuwe economische bloei bracht." Een brief van paus Paulus I aan Eadberht en Ecgberht, waar hen werd opgedragen landerijen, die zij de abt Fothred hadden ontnomen terug te geven aan diens broer Moll, waarbij wordt verondersteld dat het hier om dezelfde persoon gaat als de latere koning Æthelwald Moll, suggereert dat er tijdens Eadberht's bewind pogingen werden ondernomen om een deel van de uitgestrekte landerijen, die in eerdere decennia aan de kerk waren geschonken terug te krijgen.

## Buren
Kirby suggereert dat "aan het hof van Eadberht blijkbaar een herleving plaatsvond van de 7e-eeuwse Northumbrische imperiale ambities.".
De eerste bericht over Eadberhts inspanningen om deze heerschappij opnieuw te vestigen zijn van 740, het jaar van de dood van Earnwine. Er wordt gesproken van een oorlog tussen de Picten en de Northumbrians. Tijdens deze oorlog profiteerde Æthelbald, koning van Mercia, van de afwezigheid van Eadberht om diens land te verwoesten. De reden voor deze oorlog is onduidelijk, maar Woolf suggereert dat deze oorlog waarschijnlijk te maken had met de dood van Earnwine. Earnwines vader was na zijn nederlaag in de burgeroorlog van 705-706 een balling geweest in het noorden. Het kan zijn dat de Pictische koning Óengus, Æthelbald of misschien wel beide hadden geprobeerd om hem op de Northumbrische troon te zetten.
In 750 veroverde Eadberht de vlakte van Kyle en in 756 voerde hij samen met Koning Óengus campagne tegen de Britten van Alt Clut. Over deze campagne wordt als volgt bericht: 
In het jaar 756 van de incarnatie van de Heer, het achttiende jaar van de regering van koning Eadberht, leidden Eadberth en Unust, koning van de Picten legers naar de nederzetting Dumbarton. De Britten daar accepteerden op de eerste dag van de maand augustus de hen opgelegde voorwaarden om zich over te geven. Maar op de tiende dag van dezelfde maand vond bijna het hele leger, dat hij leidde van Ouania tot Niwanbirig, de dood.
Dat met Ouania Govan wordt bedoeld is nu redelijk zeker, maar de locatie van Newanbirig is minder zeker. Hoewel er veel Newburghs zijn, is Newburgh-on-Tyne in de buurt van Hexham de meest waarschijnlijke locatie. Een alternatieve interpretatie van de gebeurtenissen van 756 luidt als volgt: het identificeert Newanbirig met Newborough vlak bij Lichfield in het koninkrijk Mercia. Een nederlaag hier van Eadberht en Óengus tegen Æthelbald's Mercianen zou corresponderen met de stichterslegende van Saint Andrews dat een koning genaamd Óengus, zoon van Fergus de kerk daar stichtte als dankzegging aan de heilige Andrew omdat deze hem had gered na een nederlaag in Mercia.

## Aftreden
Eadberht deed in 758 al of niet vrijwillig afstand van de troon. Hij trad in een klooster dat verbonden was aan de kathedraal van York. Zijn dood aldaar in 768 is opgetekend in de kroniek van Simeon van Durham. Simeon, History of the Church of Durham tekent op dat Eadberht in de portiek van de kathedraal, naast zijn twee jaar eerder overleden broer Ecgberht werd begraven.
Hij werd opgevolgd door zijn zoon Oswulf. Oswulf werd echter binnen het jaar vermoord. De echtgenoot van zijn dochter Osgifu, Alhred werd nu koning. Eadberht nakomelingen, zoals Oswulf's zoon Ælfwald en Osgifu's zoon Osred betwistten de Northumbrische troon tot het einde van de eeuw. Eadberhts laatst bekende afstammeling is Osgifu's zoon, de heilige Alhmund. Ahlmund werd in 800 op bevel van koning Eardwulf vermoord. Hierdoor werd hij een martelaar.

## Voetnoten
1. ↑  Waarschijnlijk tussen 710 en 720
2. ↑  Kirby, blz. 149; Yorke, Kings, blz. 88. Higham, blz. 149, ziet het verzet van de gemeenschap van Lindisfarne tegen Eadberht in 750 echter als een teken dat de troonsafstand misschien toch niet vrijwillig was geweest.
3. ↑  HB, c. 61. Eda Glinmawr wordt genoemd in een Welsh' triade, maar dit kan niet Eadberhts vader zijn geweest.
4. ↑  Kirby, blz. 150 en 154; Yorke, Kings, blz. 89
5. ↑  Higham, blz. 148-149;  Kirby, blz. 150; York, Kings, blz. 89.
6. ↑  Higham, blz. 149; Yorke, Conversion, blz. 242-243.
7. ↑  Campbell, blz. 103
8. 1 2 3 4  Kirby, blz. 150.
9. ↑  Yorke, Kings, blz. 91.
10. ↑  Woolf, blz. 37.
11. ↑  Naar Forsyth, blz. 29.
12. ↑  Forsyth, blz. 29-30; Woolf, blz. 39.
13. ↑  Dit lijkt zeer onwaarschijnlijk aangezien deze plaats pas in de 13e eeuw de naam Newborough zou hebben gekregen.
14. ↑  Woolf, blz. 39-40.
15. ↑  Marsden, Een mogelijke tweede zoon, Oswine, werd op 6 augustus 761 in de strijd gedood toen hij een opstand leidde tegen koning Æthelwald Moll; blz. 232-233
16. ↑  Kirby, blz. 151; Yorke, Kings, blz. 90, tabel 11.